# Parafia Bożego Ciała w Gdańsku (rzymskokatolicka)
Parafia pw. Bożego Ciała w Gdańsku – parafia rzymskokatolicka położona w Gdańsku. Należy do dekanatu Gdańsk-Siedlce archidiecezji gdańskiej. Została erygowana 15 listopada 1977 roku.

## Proboszczowie
- ks. kan. Władysław Matys (1977–1997)[1]
- ks. prał. Wojciech Chistowski (od 1997)[1]